# Hollandsche Teekenmaatschappij
De Hollandsche Teekenmaatschappij was een in Den Haag op 31 januari 1876 opgerichte en zetelende internationale kunstenaarsvereniging die als doel had de erkenning van de aquarel als een zelfstandig kunstwerk te bevorderen en deze onder de aandacht te brengen. De vereniging organiseerde om dat te bereiken elk jaar een expositie. 

## Geschiedenis en leden
In 1855 werd in Brussel de Société Belge des Aquarellistes opgericht. Een van de oprichters was Willem Roelofs. Het genootschap organiseerde tentoonstellingen van Belgische aquarellisten. Op deze tentoonstellingen werden na enige jaren ook kunstenaars van de Haagse School uitgenodigd. Ter wille van de samenwerking werd in navolging op 31 januari 1876 de "Vereeniging de Hollandsche Teeken-Maatschappij" opgericht. Aquarellen werden in die tijd tekeningen genoemd. De vereniging wilde de aquarellen van de leden als een zelfstandig kunstwerk via een jaarlijkse tentoonstelling verdere bekendheid geven. 
Tot de vijftien oprichters behoorden onder anderen Christoffel Bisschop, Kate Bisschop-Swift, Bernard Blommers, Johannes Bosboom, Jozef Israëls, Jacob Maris, Willem Maris, Anton Mauve, Hendrik Willem Mesdag, Philip Sadée en Johannes Stortenbeker. De vereniging was internationaal erg succesvol. Zij had als in het buitenland wonende honoraire leden: Paul Jean Clays, Paul Joseph Constantin Gabriël, Charles Hermans, Edouard Huberti, Jean Baptiste Madou, Charles Rochussen en Lawrence Alma-Tadema. Ook de Duitse schilder Max Liebermann, Hubert von Herkomer uit Londen, Mosè Bianchi uit Milaan en Vincenzo Cabianca uit Rome waren lid. Nederlandse leden waren onder anderen: David Artz, Albert Neuhuys, Elchanon Verveer, Sientje van Houten, Suze Robertson en Willem Bastiaan Tholen.